# Köröskisjenő község
Köröskisjenő község (románul: Comuna Ineu) község Bihar megyében, Romániában. Központja Köröskisjenő, beosztott falvai Köröskisújfalu, Mezőbottyán.

## Népessége
A 2011-es népszámlálás adatai alapján a község népessége 4399 fő volt.